# Félix-Marie Chastang
Pour les articles homonymes, voir Chastang.
Félix-Marie Théodore Chastang, né à La Rochelle le 15 août 1890 et mort à Dixmude le 11 novembre 1914, est un médecin de marine français.

## Biographie
À peine diplômé médecin, il est affecté dès le début de la Première Guerre mondiale à la brigade de fusiliers marins de l'amiral Ronarc'h. 
Il se fait remarquer lors des violents combats de Dixmude mais y est tué par un éclat d'obus. 
Chevalier de la Légion d'honneur à titre posthume, cité à l'Ordre de l'Armée de Mer, il est inhumé au cimetière de Nécropole Chastres (Belgique).
La classe Chastang a été baptisée en son honneur.